# Specialita (právo)
O kontravalentním vztahu speciality a subsidiarity se v právu hovoří tehdy, upravuje-li právní předpis (případně jednotlivá právní norma) něco, co je obecněji upraveno jiným předpisem (jinou právní normou).
Příkladem je vztah občanského zákoníku a zákona o obchodních korporacích ohledně právní úpravy právnických osob: je-li určitá otázka v této oblasti upravena v zákoně o obchodních korporacích, neuplatní se příslušné ustanovení v občanském zákoníku (zákon o obchodních korporacích je lex specialis, zvláštní zákon, občanský zákoník lex generalis, obecný zákon). Naopak schází-li taková úprava, uplatní se subsidiárně ustanovení občanského zákoníku.
Jiným příkladem je vztah zákona o přestupcích a správního řádu. Zákon o přestupcích např. nestanoví zvláštní pravidla pro předvolávání a výslech svědků, proto platí to, co určuje správní řád; naopak ustanovení § 49 odst. 1 správního řádu, z něhož vyplývá, že lze rozhodnout i bez jednání, se pro přestupkové řízení uplatnit nemůže, protože koliduje s ustanovením § 74 zákona o přestupcích, které konat ústní jednání v I. stupni nařizuje.